# Balamani Amma
Pour les articles homonymes, voir Amma.
Nalapat Balamani Amma (19 juillet 1909 - 29 septembre 2004) est une poétesse indienne écrivant en malayalam. Elle est une écrivaine prolifique et est connue comme la « poétesse de la maternité ». Amma (Mère), Muthassi (Grand-mère) et Mazhuvinte Katha (L'histoire de la hache) font partie de ses œuvres les plus connues. Elle reçoit de nombreux prix et distinctions, notamment le Padma Bhushan, Saraswati Samman (en), le prix Sahitya Akademi (en) et le Ezhuthachan Puraskaram (en). Elle est la mère de la poétesse de langue anglaise Kamala Surayya.

## Biographie
Balamani Amma est née le 19 juillet 1909 de Chittanjoor Kunhunni Raja et Nalapat Kochukutti amma à Nalappat, dans sa maison ancestrale à Punnayurkulam (en), dans le district de Thrissur, dans le Kerala. Son père et son grand-père sont des raja. Bien qu'elle ne reçoive aucune éducation formelle, elle est prise en charge par son oncle maternel, le poète Nalapat Narayana Menon (en). Ce dernier lui enseigne l'anglais et le sanskrit. 
Balamani Amma meurt le 29 septembre 2004 après avoir souffert de la maladie d'Alzheimer pendant près de cinq ans. 

## Poésie
Balamani Amma publie plus de 20 anthologies de poèmes, plusieurs œuvres en prose et des traductions. Elle commence à écrire des poèmes dès son plus jeune âge et son premier poème, "Kooppukai", est publié en 1930,. Parmi ces anthologies se trouve Lokantharangalil qui est une élégie écrite à la mort du poète Nalapat Narayana Menon. 
Très attachée à son rôle de mère, sa poésie touche une dimension philosophique. Elle s'intéresse aux questions de repentance et de rétribution dans la quête personnelle de réalisation personnelle. 
Le recueil Nivedyam lui, est une collection de 162 poèmes écrits au cours de six décennies et résume les trois grands thèmes de sa poésie : la place des femmes, la société et les possibilités de l'esprit humain. 

## Prix et hommages
Sa poésie sur l'amour pour les enfants et les petits-enfants lui a valu les titres d'Amma (mère) et de Muthassi (grand-mère) de la poésie malayalam,. Akkitham Achuthan Namboothiri (en), qui prononce un discours en son honneur à la Kerala Sahitya Akademi, la décrit comme « le prophète de la gloire humaine » et affirme que sa poésie l'a inspiré. 
Elle reçoit de nombreux honneurs et récompenses littéraires au cours de sa vie, notamment le prix Kerala Sahithya Akademi pour Muthassi (1963), le prix Kendra Sahitya Akademi (1965), le prix Asan (1989), le prix Vallathol (1993), le prix Lalithambika Antharjanam (1993), Saraswati Samman pour Nivedyam (1995), le prix Ezhuthachan (1995) et le prix NV Krishna Warrier (1997). Elle est également la récipiendaire de la troisième plus haute distinction civile indienne, la Padma Bhushan, en 1987. 
Un prix à son nom est créé par le Festival du livre de Cochin au Kerala en 2005 et récompense un auteur pour son œuvre en langue malayalam. 

## Recueils de poèmes
- Kudumbini (1936)
- Dharmamargathil (1938)
- Sthree Hridayam (1939)
- Prabhankuram (1942)
- Bhavanayil (1942)
- Oonjalinmel (1946)
- Kalikkotta (1949)
- Velichathil (1951)
- Avar Paadunnu (1952)
- Pranamam (1954)
- Lokantharangalil (1955)
- Sopanam (1958)
- Muthassi (1962)
- Mazhuvinte Katha (1966)
- Ambalathilekku (1967)
- Nagarathil (1968)
- Veyilaarumbol (1971)
- Amruthamgamaya (1978)
- Sandhya (1982)
- Nivedyam (1987)
- Mathruhridayam (1988)
- To My Daughter (Malayalam)
- Kulakkadavil